# Trần Văn Học (cầu thủ bóng đá)
Trần Văn Học (sinh ngày 3 tháng 12 năm 1987 ở Quảng Trị) là một cầu thủ bóng đá người Việt Nam hiện đang chơi cho SHB Đà Nẵng và đội tuyển bóng đá quốc gia Việt Nam.

## Sự nghiệp
Bóng đá đến với Văn Học năm anh 16 tuổi, đó là vào hè 2003, anh vào Đà Nẵng thăm người anh trai mình. Thế rồi một buổi sáng, anh đến gặp huấn luyện viên Bùi Thông Tân, xin được thử việc. Thế rồi, Văn Học trúng tuyển được đặc cách vào tập cùng đội.Thực ra, trước mùa giải 2009, anh chàng gốc Quảng Trị không gây được sự chú ý nào đáng kể ngay với người Đà Nẵng. Đá giải U21 trong Quy Nhơn, Đà Nẵng vô địch người ta chỉ nhắc đến Nguyên Sa, Cao Cường, Hữu Hùng, Thanh Hưng, Hoàng Quảng, Văn Mẹo, Hùng Sơn. Còn anh chàng hậu vệ trái cao cỡ 1,65 m thì không được để ý. Nhưng ít ra chiến tích chung của lứa U21 đã tạo cho Học cùng đồng đội củng cố thêm cái suất được có tên ở đội 1. Có nghĩa, sẽ sống được bằng tiền lương và gieo hy vọng có ngày đá chính. Chỉ cần có tên thôi, không đá đấm gì thu nhập cũng hơn chục triệu đồng/tháng. Năm 2007 Học được đưa lên đội 1, nhưng lượt về bị đẩy sang câu lạc bộ bóng đá Quân khu 5 đá hạng Nhất. Năm 2008 có cơ hội sang Hà Nội T&T được đá chính nhưng rốt cuộc phải làm dự bị cho Lê Văn Thành. Ở mùa giải 2009, sau 3 trận đầu gặp Hoàng Anh Gia Lai, Xi Măng Hải Phòng và Hà Nội T&T không được ra sân, Văn Học được ra sân và gây ấn tượng mạnh trong trận gặp Đồng Tháp ở Cúp Quốc gia. Trận đấu sau đó ở V-League tiếp Thành phố Hồ Chí Minh, Học được tung vào sân ở phút 60 thay Quốc Thanh và cũng từ sau đó, anh chính thức lấy mất vị trí của Quốc Thanh - người trước đó là số 1 ở vị trí hậu vệ phải.